# Dafne (opera Richarda Straussa)
Dafne (niem. Daphne) – jednoaktowa opera z muzyką Richarda Straussa i librettem Josepha Gregora, skomponowana w 1937 roku i wystawiona po raz pierwszy 15 października 1938 roku w drezdeńskiej Semperoper.

## Osoby
- Penejos (Peneios) – bas
- Gea (Gaea) – alt
- Dafne (Daphne) – sopran
- Leukippos – tenor
- Apollo – tenor
- Pierwszy Pasterz (Erster Schäfer) – tenor
- Drugi Pasterz (Zweiter Schäfer) – baryton
- Trzeci Pasterz (Dritter Schäfer) – bas
- Czwarty Pasterz (Vierter Schäfer) – bas
- Pierwsza Służebna (Erste Magd) – sopran
- Druga Służebna (Zweite Magd) – sopran

## Treść
U podnóża Olimpu trwają przygotowania do święta Dionizosa; Dafne nie chce w nim uczestniczyć, prosi więc słońce, by nie zachodziło. Pasterz Leukippos zaleca się do Dafne, lecz ona odpycha go ku zaniepokojeniu jej matki Gei, którą martwi niechęć córki do dojrzałości i miłości. Dafne nie chce przyniesionych przez służebne odświętnych szat, co wykorzystuje Leukippos przebierając się w nie w nadziei, że dzięki temu będzie mógł niepostrzeżenie zbliżyć się do ukochanej.
Ojciec Dafne Penejos zaprasza do udziału w zabawie Apolla, który pojawia się pod postacią pasterza zbrojnego w łuk. Apollo obiecuje Dafne niekończący się dzień i zyskuje jej przychylność, lecz po chwili dziewczyna ucieka z jego objęć. Trwa dionizyjskie święto, Dafne przyłącza się do grupy kobiet a Apollo do korowodu mężczyzn. Przebrany Leukippos tańczy z Dafne, lecz Apollo zdradza zebranym jego podstęp i okazuje swoją moc sprowadzając burzę, która przerywa zabawę.
Leukippos przeklina Apolla, na co ten zabija go ku rozpaczy Dafne, która przysięga wieczną wierność młodzieńcowi. Apollo pojmuje bezmiar swojej zbrodni i prosi Zeusa, by spełnił wolę dziewczyny, dając jej wieczną czystość. Dafne przemienia się w drzewo laurowe, którego liśćmi będą wieńczeni bohaterowie ludzkości zasługujący na największą chwałę.

## Historia utworu
Według jednej z legend miejskich Szczecinka niemiecki kompozytor Ryszard Strauss miał gościć w Szczecinku latem 1934 roku i „pod wpływem srebrzystego światła latarni gazowej odbijającego się w falach Niezdobnej” postanowił napisać jednoaktową operę „Dafne”. Inspiracją do stworzenia operowej wersji mitu Dafne był dla Josepha Gregora obraz Théodore'a Chassériau Apollo i Dafne. Libretto powstało w roku 1935, lecz Strauss zaczął komponować muzykę dopiero w 1937, po ukończeniu Dnia pokoju i po wprowadzeniu przez Stefana Zweiga poprawek do tekstu Gregora. Prapremiera opery, dedykowanej Karlowi Böhmowi, odbyła się pod jego dyrekcją 15 października 1938 r. w drezdeńskiej Semperoper z udziałem Margarethe Teschemacher (Dafne), Martina Kremera (Leukippos), Torstena Ralfa (Apollo), Svena Nilssona (Penejos) i Heleny Jung (Gea).
W kolejnych inscenizacjach Dafne wystąpili m.in. Maria Cebotari, Torsten Ralf i Peter Anders (Berlin, dyr. Clemens Krauss), Gina Cigna (1942, Mediolan, La Scala), Rose Bampton, Set Svanholm i Anton Dermota (1948, Buenos Aires, Teatro Colón, dyr. Erich Kleiber), Hilde Güden, Fritz Wunderlich i James King (1964, Wiedeń, Theater an der Wien, dyr. Karl Böhm). Dafne bywała niekiedy wystawiana wraz z poprzedzającą ją w twórczości Straussa inną jednoaktową operą – Dzień pokoju.
Temat Dafne jest w operze tematem historycznie najstarszym. Taki tytuł miała też pierwsza opera w historii muzyki – Dafne Jacopa Periego. Wśród kompozytorów, którzy po niego sięgali należy też obok Periego i Straussa wymienić choćby takie nazwiska jak Marco da Gagliano czy Heinrich Schütz.

## Nagrania
- Rose Bampton, Set Svanholm, Anton Dermota, dyr. Erich Kleiber, 1948 (nagranie na żywo spektaklu w Teatro Colón)
- Hilde Güden, Fritz Wunderlich, James King, dyr. Karl Böhm, Deutsche Grammophon, 1964 (nagranie na żywo spektaklu w Theater an der Wien)
- Lucia Popp, Peter Schreier, Reiner Goldberg, dyr. Bernard Haitink, EMI, 1983